# Редькин, Александр Петрович
Алекса́ндр Петро́вич Ре́дькин (1881 — 1972) — полковник лейб-гвардии Павловского полка, герой Первой мировой войны, участник Белого движения.

## Биография
Родился 6 (18) марта 1881 года. Сын генерала от инфантерии Петра Тимофеевича Редькинa. Имел двоих младших братьев, также офицеров.
Окончил Тифлисский кадетский корпус (1900) и Александровское военное училище (1902), откуда выпущен был подпоручиком в 7-й стрелковый полк.
С началом русско-японской войны, 25 июня 1904 года переведен в 3-й Восточно-Сибирский стрелковый полк, за боевые отличия был награждён орденом Св. Анны 4-й степени с надписью «за храбрость». На фронте произведен в поручики (производство утверждено Высочайшим приказом от 3 ноября 1905). По окончании войны 2 июня 1905 года переведен обратно в 7-й стрелковый полк, а 22 февраля 1906 года — подпоручиком в лейб-гвардии Павловский полк. Произведен в поручики 6 декабря 1909 года, в штабс-капитаны — 6 декабря 1911 года.
В Первую мировую войну вступил в рядах павловцев. Пожалован Георгиевским оружием
За то, что в ночь с 22 на 23 августа 1914 года, при атаке полком ф. Зигмунтов, командуя ротой под убийственным, ружейным и пулеметным огнём противника, поднял роту и повел в атаку на неприятельские окопы, которые после краткого штыкового боя и были взяты. После этого с частью роты двинулся сам на вторую линию окопов, которую занял с боя, чем в значительной степени облегчил успех атаки соседних рот полка. Ротой было взято в плен: 1 штаб-офицер, 3 обер-офицера и 60 нижних чинов.
Был дважды ранен. Произведен в капитаны 6 декабря 1914 года, в полковники — 28 сентября 1916 года.
В Гражданскую войну участвовал в Белом движении на Юге России. В Вооруженных силах Юга России — командир 1-го отдельного пехотного батальона Самообороны левого участка Одесского района. Участвовал в Бредовском походе. 20 июля 1920 года эвакуировался в Югославию, откуда прибыл в Крым. Летом 1920 года — в разведывательном отделе штаба Русской армии, затем состоял в Отряде особого назначения при генерале для поручений по делам укреплений при начальнике штаба Главнокомандующего. Эвакуировался из Крыма в Катарро на корабле «Истерн-Виктор».
В эмиграции в Югославии. В годы Второй мировой войны служил в Русском корпусе (в роте снабжения, в 1944 году — в транспортной роте запасного батальона). После окончания Второй мировой войны переехал в США. Был сотрудником журнала «Военная быль», где поместил ряд исторических очерков под заглавиями «Картинки мирной жизни лейб-гвардии Павловского полка» и «Павловцы в Великую войну».
Скончался 15 ноября 1972 года в Вайнленде. Похоронен на кладбище Новодивеевского монастыря.

## Семья
Был женат на Ксении Валериановне Апухтиной (1884—1973). Их сын Александр также служил в Русском корпусе: был командиром отделения 9-й роты 3-го полка (унтер-офицер). Будучи тяжело ранен, взорвал себя гранатой в бою у села Шулубари 21 мая 1943 года.

## Награды
- Орден Святой Анны 4-й ст. с надписью «за храбрость» (ВП 5.04.1905)
- Орден Святого Станислава 3-й ст. с мечами и бантом (ВП 4.05.1905)
- Орден Святой Анны 3-й ст. с мечами и бантом (ВП 10.11.1914)
- Орден Святого Станислава 2-й ст. с мечами (ВП 2.05.1915)
- Орден Святого Владимира 4-й ст. с мечами и бантом (ВП 4.07.1915)
- Георгиевское оружие (ВП 26.11.1916)